# Plan régional d'affectation du sol
Pour les articles homonymes, voir Pras.
Le Plan Régional d'Affectation du Sol (PRAS) (en néerlandais: GBP Gewestelijk Bestemmingsplan) est un plan d'occupation des sols de la région de Bruxelles-Capitale mis en œuvre par le ministère régional chargé de l'Aménagement du Territoire et de l'urbanisme. Il a été adopté par l’arrêté du Gouvernement de la Région de Bruxelles-Capitale du 3 mai 2001.
Son objectif est d'établir le zonage sur l'ensemble du territoire de la région bruxelloise de manière contraignante et réglementaire.

## Historique
Le Plan Régional d'Affectation du Sol est adopté par l’arrêté du Gouvernement de la Région de Bruxelles-Capitale du 3 mai 2001 et est entré en vigueur le 29 juin 2001.

## Objectif et mise en œuvre
Se situant « au sommet de la hiérarchie des plans réglementaires », le PRAS a « force obligatoire » impliquant que toute demande de permis d'urbanisme doit lui être conforme.
Ce document d'urbanisme attribue des affections au territoire bruxellois au moyen du zonage et émet des prescriptions urbanistiques contraignantes.
Il est composé de six cartes : une carte de la situation existante de fait, une carte de la situation existante de droit, une carte des affectations, une carte des soldes de bureaux admissibles (CaSBA), une carte des voiries et une carte des transports en commun.
Les différentes fonctions urbaines attribuées par le PRAS sont multiples et reprennent par exemple les zones d'habitat, les zones de mixité, les zones d'équipement, les zones économiques, les zones administratives ou encore les zones vertes.

## Révision du PRAS
La dernière révision majeure du PRAS, nommée « PRAS démographique » est adoptée le 2 mai 2013 et est entrée en vigueur le 21 décembre 2013. Son objectif étant de favoriser une augmentation de l'offre en logements à Bruxelles afin de répondre à la croissance démographique.

## Voir Aussi